# Kabinett Ringstorff I
Das Kabinett Ringstorff I war die Landesregierung von Mecklenburg-Vorpommern nach der Landtagswahl 1998. Sie war die erste rot-rote Koalition unter Einbeziehung der PDS in Deutschland. Ministerpräsident war Harald Ringstorff (SPD). Die Regierung amtierte vom 3. November 1998 bis zum 6. November 2002.

## Voraussetzungen
In der zweiten Legislaturperiode von 1994 bis 1998 regierte eine große Koalition unter Ministerpräsident Berndt Seite (Kabinett Seite II). Spitzenkandidaten für die Landtagswahlen waren Seite für die CDU und Harald Ringstorff für die SPD.
Die SPD (34,3 %) wurde erstmals stärkste Kraft im Landtag vor der CDU (30,2 %) sowie der PDS (24,4 %). Da sowohl die FDP (1,6 %), als auch Bündnis 90/Die Grünen (2,7 %) sowie die rechtsextremen Parteien (DVU, Republikaner und NPD erhielten zusammen 4,5 %) deutlich am Einzug in das Landesparlament scheiterten, gab es im Landtag wie schon seit 1994 nur drei Parteien. Die Landtagswahl ergab 27 Sitze für die SPD, 24 für die CDU und 20 für die PDS. Angesichts des Wahlergebnisses war der SPD-Spitzenkandidat Harald Ringstorff, Landesvorsitzender der SPD seit 1990, Fraktionsvorsitzender 1990 bis 1994 und seit 1996 sowie Minister für Wirtschaft und Angelegenheiten der Europäischen Union von 1994 bis 1996, designierter Ministerpräsident. Die Kräfteverhältnisse erlaubten der SPD sowohl eine Fortsetzung der Koalition mit der CDU, diesmal mit der CDU als Juniorpartner, als auch ein Bündnis mit der PDS.

## Erste rot-rote Landesregierung in Deutschland
Das Bündnis aus SPD und PDS stellte die erste rot-rote Koalition in der Bundesrepublik dar. Zuvor gab es mit dem Kabinett Höppner I in Sachsen-Anhalt von 1994 bis 1998 lediglich eine rot-grüne Minderheitsregierung, die von der PDS toleriert wurde (sogenanntes Magdeburger Modell).
Bei den Koalitionsverhandlungen konnte die PDS kaum Forderungen durchsetzen. Lediglich die Regelanfrage bei der Gauck-Behörde für Mitarbeiter des öffentlichen Dienstes wurde ausgesetzt. Die Partei erhielt die drei Ministerien für Arbeit und Bau, Soziales sowie Umwelt. Nach der dritten Landtagswahl kam es somit zur dritten Koalition in Mecklenburg-Vorpommern, nachdem von 1990 bis 1994 eine schwarz-gelbe Regierung amtiert hatte (Kabinett Gomolka, Kabinett Seite I).
Die Beteiligung der SED-Nachfolgepartei PDS rief bundesweit heftige Diskussionen hervor. Kritiker sprachen von einem „Tabubruch“ oder von einem „Sündenfall“, andere von einer „Normalisierung“ im Umgang mit einer demokratisch gewählten Partei, die fast ein Viertel der Stimmen erhielt. Ringstorff hatte bereits 1994 offen mit der ersten rot-roten Koalition unter seiner Führung geliebäugelt. Ringstorff sah unter strategischen Gesichtspunkten in dem Bündnis nicht zuletzt eine Möglichkeit, die Oppositionspartei PDS durch die Einbindung in die Regierung zu „entzaubern“. Bei der Wahl Ringstorffs zum Ministerpräsidenten versagten ihm acht Abgeordnete aus dem eigenen Lager die Stimme. Dies wurde als deutliches Indiz für den Widerwillen in Teilen der eigenen Partei gegen die Zusammenarbeit mit der postkommunistischen PDS gewertet.
Den angekündigten Politikwechsel konnte die PDS auch im Alltag der praktischen Arbeit nicht durchsetzen und blieb weitgehend ein Mehrheitsbeschaffer für die SPD. Ihre wirtschaftlichen Ziele erreichte die Koalition nicht. Nach vierjähriger Amtszeit wies Mecklenburg-Vorpommern eine Arbeitslosenquote von 20 % auf, das Bruttoinlandsprodukt sank seit 1999 kontinuierlich und die Ansiedlung industrieller Großprojekte wie die Fertigung des Airbus in Rostock scheiterten. Dennoch war die Regierung, speziell Ministerpräsident Ringstorff mit seiner präsidialen Amtsführung, populär.
Die SPD-PDS-Regierung wurde bei der Landtagswahl 2002 bestätigt und hielt insgesamt acht Jahre. Auch nach der Landtagswahl 2006 war eine Fortführung möglich, doch entschied sich die SPD für eine große Koalition.

## Liste der Kabinettsmitglieder
| Minister                                         | Name                                     | Partei | Partei                                         | Staatssekretäre             |
| ------------------------------------------------ | ---------------------------------------- | --- | ---------------------------------------------- | --------------------------- |
| Ministerpräsident                                | Harald Ringstorff                        | | SPD                                            | Otto Ebnet, SPD (bis 2001)  |
| Ministerpräsident                                | Harald Ringstorff                        | Frank Tidick, SPD (ab 2001) (Chef der Staatskanzlei)                                                               | SPD                                            |                             |
| Ministerpräsident                                | Harald Ringstorff                        | Karla Staszak, SPD (parlamentarische Staatssekretärin, Frauen- und Gleichstellungsbeauftragte der Landesregierung) | SPD                                            |                             |
| Ministerpräsident                                | Harald Ringstorff                        | Tilo Braune, SPD (Bevollmächtigter beim Bund)                                                                      | SPD                                            |                             |
| Stellvertreter des Ministerpräsidenten           | Helmut Holter                            | | PDS                                            |                             |
| Arbeit und Bau                                   | Helmut Holter                            | Joachim Wegrad, PDS (bis 2001)                                                                                     | PDS                                            |                             |
| Arbeit und Bau                                   | Helmut Holter                            | Klaus Sühl, PDS (ab 2001)                                                                                          | PDS                                            |                             |
| Inneres                                          | Gottfried Timm                           | | SPD                                            | Hartmut Bosch, SPD          |
| Justiz                                           | Harald Ringstorff bis 19. September 2000 | SPD | Joachim Babendreyer, SPD (bis 22. Januar 2002) |                             |
| Justiz                                           | Erwin Sellering seit 20. September 2000  | SPD | Dieter Schubmann-Wagner, SPD (ab Januar 2002)  |                             |
| Finanzen                                         | Sigrid Keler                             | SPD | Jost Mediger, SPD                              |                             |
| Wirtschaft                                       | Rolf Eggert bis 17. April 2001           | SPD | Wilhelm Burke (bis 2001)                       |                             |
| Wirtschaft                                       | Otto Ebnet seit 17. April 2001           | SPD | Reinhard Meyer, SPD (ab 2001)                  |                             |
| Ernährung, Landwirtschaft, Forsten und Fischerei | Till Backhaus                            | SPD | Frank Tidick, SPD (bis 2001)                   |                             |
| Ernährung, Landwirtschaft, Forsten und Fischerei | Till Backhaus                            | SPD | Karl Otto Kreer, SPD (ab 2001)                 |                             |
| Umwelt                                           | Wolfgang Methling                        | | PDS                                            | Dietmar Glitz               |
| Bildung, Wissenschaft und Kultur                 | Peter Kauffold                           | | SPD                                            | Manfred Hiltner, SPD        |
| Gesundheit und Soziales                          | Martina Bunge                            | | PDS                                            | Axel Azzola, SPD (bis 2000) |
| Gesundheit und Soziales                          | Martina Bunge                            | Fredy Drozd, PDS (ab 2001)                                                                                         | PDS                                            |                             |